# گورکی-ویتوویتسه
گورکی-ویتوویتسه (به لاتین: Górki-Witowice) یک روستا در لهستان است که در گمینا ویننگتسا واقع شده‌است.